# Dolores del Río
Dolores del Río (eredeti neve: Dolores Asunsoló) (Durango, 1904. augusztus 3. – Newport Beach, Kalifornia, USA, 1983. április 11.) mexikói színésznő.

## Életpályája
Szülei a mexikói forradalom idején (1910–1920) elvesztette vagyonát, így Mexikóvárosban telepedtek le, ahol Francisco Ignacio Madero Mexikó elnöke védelmezte őket. Madridban, Párizsban nyelveket és táncolást tanult. Edmund Carewe amerikai filmrendező fedezte fel. Először 1925-ben Hollywoodban filmezett. 1942 végén visszatért szülőhazájába, ahol Emilio Fernandez filmrendezővel, Gabriel Figueroa operatőrrel és kollégáival, Pedro Armendarizzel, María Félix-szel tevékenyen részt vett a mexikói filmipar világszínvonalra emelése érdekében. Az 1957-es cannes-i filmfesztivál zsűritagja volt. 1960-ban csillagot kapott a Hollywood Walk of Fame-en. Az 1962-es Berlini Nemzetközi Filmfesztivál zsűritagja volt.

### Munkássága
A néma korszak utolsó éveiben tűnt fel. Érdekes szépség volt, aki egyszersmind mély jellemábrázoló képességgel is rendelkezett. Alakításait (Carmen címszerepe (1927), Lev Nyikolajevics Tolsztoj Feltámadásának (1927) Katyusája) szenvedélyesség, átélt, aprólékos lélekrajz jellemezte. Művészi igényessége méltán emelte az élvonalba. Művészete Emilio Fernandez és a többi realista filmrendező irányításával teljesedett ki. Korábbi feladatai (csillogó, nagyvilági dámák) után ezúttal Pedro Armendariz partnereként a nép egyszerű asszonyait formálta meg magával ragadó erővel, megnyerő egyszerűséggel. Emlékezetest nyújtott a Maria Candelaria (1944) hősnőjeként.

## Családja
Szülei: Jesús Leonardo Asúnsolo Jacques és Antonia López-Negrete voltak. 1922–1928 között Jaime del Río (1896–1928) forgatókönyvíró volt a férje. A nászutat Európában töltötték, amely két évig tartott. Nevét tőle kapta. 1924-ben visszatértek Mexikóba, és a férje vidéki birtokán gyapottermesztésbe kezdtek. Ebből nem tudtak megélni, és Jaime elvesztette összes vagyonát. Egy másik veszteség is érte őket; Dolores elvetélt, és úgy döntöttek, nem próbálkoznak másik gyerekkel. 1930–1941 között Cedric Gibbons (1893–1960) ír látványtervező volt a párja. 1959–1983 között Lewis Riley-jel élt házasságban. Ramón Novarro (1899–1968) színész másodunokatestvére és Andrea Palma (1903–1987) színésznő unokatestvére volt.

## Filmjei
- Joanna (1925)
- Micsoda ár a dicsőségért! (What Price Glory) (1926)
- Feltámadás (Resurrection) (1927)
- Carmen szerelmei (The Loves of Carmen) (1927)
- Bosszú (Revenge) (1928)
- Ramona (1928)
- A hold kapuja (The Gateway of the Moon) (1928)
- A vörös táncosnő (The Red Dance) (1928)
- A 98-as ösvény (The Trail of '98) (1928)
- Evangeline (1929)
- Paradicsommadár (1932)
- A riói lány (Girl of the Rio) (1932)
- Madame Du Barry (1934)
- Csodabár (Wonder Bar) (1934)
- A szerelemért élek (I Live for Love) (1935)
- A Monte Carló-i özvegy (The Widow from Monte Carlo) (1935)
- A lándzsások kéme (Lancer Spy) (1937)
- Az ördög játszótere (The Devil's Playground) (1937)
- Nemzetközi negyed (International Settlement) (1938)
- A dakotai férfi (The Man from Dakota) (1940)
- Utazás a félelembe (1943)
- Mexikó rózsája (1943)
- María Candelaria (1944)
- Az elhagyottak/A prostituált (Las abandonadas) (1945)
- Bugambilia (1945)
- Erdőtűz (La selva de fuego) (1945)
- A másik (La otra) (1946)
- A menekülő (1947)
- Egy rossz asszony története (Historia de una mala mujer) (1948)
- La malquerida (1949)
- Leányos ház (La casa chica) (1950)
- Deseada (1951)
- Doña Perfecta (1951)
- Riport (Reportaje) (1953)
- A fiú és a köd (El niño y la niebla) (1953)
- La Cucaracha (1959)
- Lángoló csillag (1960)
- Cheyenne ősz (1964)
- Volt egyszer (C'era una volta) (1967)
- Sanchez gyermekei (1978)

## Díjai
- Ariel-díj (1946, 1952, 1954, 1975)